# 차미언 카
차미언 카(영어: Charmian Carr, 1942년 12월 27일 ~ 2016년 9월 17일)는 미국의 배우, 가수이다. 영화 《사운드 오브 뮤직》에서 일곱 명의 아이들 중 장녀 리즐 역으로 유명했다.

## 출연 작품
- 사운드 오브 뮤직 (1965)